# Caloperga josephinae
Caloperga josephinae – gatunek błonkówki z rodziny Pergidae, jedyny przedstawiciel rodzaju Caloperga.

## Taksonomia
Gatunek ten został opisany w 1983 roku przez Iana Naumanna. Jako miejsce typowe podano Moses Creek, 4 km na płn od Mount Finnigan w Parku Narodowym Cedar Bay na  australijskim Półwyspie Jork. 

## Zasięg występowania
Gatunek ten występuje w stanie Queensland w Australii.